# Agroelymus bowdenii
Agroelymus bowdenii är en gräsart som beskrevs av Joseph Robert Bernard Boivin. Agroelymus bowdenii ingår i släktet Agroelymus och familjen gräs. Inga underarter finns listade i Catalogue of Life.